# Doll et Cie.
Doll et Cie.とは、かつてドイツにあった模型会社。

## 概要
19世紀末にドイツのニュルンベルクには数々のブリキ製玩具を製造する会社が設立された。Doll et Cie.もその一社で1898年にJohn Sondheim とブリキ職人である Peter Dollによって設立された。Dollで製造される蒸気機関の模型は教材として使用されたほど実物に忠実で精巧に作られていた。製品は主に富裕層の子弟を対象としており、イギリスやアメリカへ輸出された。1930年代にナチスが台頭すると創業者達はユダヤ系だったためアーリア化の一環としてフライシュマンに二束三文で売却され、創業者一族は迫害を逃れるためにアメリカへ渡り、戦後、創業者の一族は金銭的な補償を受けた。ブランドはフライシュマンの傘下で戦後も一部の製品で使用された。

## 製品
ゼンマイ仕掛けの鉄道模型や実物同様の蒸気機関による鉄道模型や模型蒸気機関を製造、販売した。